# 御陣山遺跡
御陣山遺跡（ごじんやまいせき）は、埼玉県久喜市久喜中央4丁目（旧地名：大字久喜本字荒鎌）に所在する遺跡（遺跡跡）である。

## 概要
御陣山遺跡は主として縄文時代の遺跡である。ゆえにこの時代の出土品や遺構が多いが、この時代の他に弥生時代・奈良時代・室町時代・江戸時代の出土品・遺構も発見されている。「御陣山遺跡」という名称は久喜市中央公民館北側に所在している「御陣山」（御陣山児童遊園内）にちなんだものである。主な出土品として縄文時代の住居跡をはじめ石器・土器、歴史時代の堀や井戸・池・古銭・板石塔婆・かわらけなどである。
御陣山遺跡からの出土品は、久喜市中央公民館1階などで展示されている。また久喜市役所本庁舎が現在地に移転する前、今日の久喜市中央公民館の所在地に旧久喜市役所が旧久喜町役場の時代より所在していた。それよりさかのぼること江戸時代には、同地に久喜藩の久喜陣屋が置かれていた。

## 発掘調査略歴
- 第1次発掘調査 - 1972年（昭和47年）3月25日より3月31日
- 第2次発掘調査 - 1981年（昭和56年）7月6日より1982年（昭和57年）1月30日
- 第3次発掘調査 - 1982年（昭和57年）7月12日より12月14日
- 第4次発掘調査 - 1986年（昭和61年）10月6日より11月18日
- 第5次発掘調査 - 1989年（平成元年）7月4日より9月8日
- 第6次発掘調査 - 1990年（平成2年）2月28日より3月16日
- 第7次発掘調査 - 1990年（平成2年）9月18日より12月13日
- 第8次発掘調査 - 1993年（平成5年）8月5日より9月22日
- 第9次発掘調査 - 1994年（平成6年）3月3日より3月22日
- 第10次発掘調査 - 1994年（平成6年）6月15日より7月26日
- 第11次発掘調査 - 1995年（平成7年）2月13日より3月24日
- 第12次発掘調査 - 1996年（平成8年）1月16日より3月7日

## 参考資料
- 『久喜市文化財調査報告書　御陣山遺跡発掘調査報告書』　久喜市教育委員会 発行　昭和49年3月15日 発行
- 『久喜市文化財調査報告書　御陣山遺跡（第2・3次発掘調査）』　久喜市教育委員会 発行　昭和62年3月27日 発行
- 『久喜市文化財調査報告書　第8集　御陣山遺跡（第4～7次発掘調査）』　久喜市教育委員会 発行　平成6年3月31日 発行
- 『久喜市埋蔵文化財調査報告書　第9集　御陣山遺跡（第8～12次発掘調査）』　久喜市教育委員会 発行　平成12年3月24日 発行
- 『久喜市史調査報告書　第7集　久喜市の遺跡』　久喜市史編さん室 編集　久喜市 発行　昭和62年2月20日 発行